# Sahib II Giray
Sahib II Giray (1726-1807) fou kan de Crimea (1771-1775) fill d'Ahmed Giray, fill al seu torn de Devlet IV Giray (fill de Selim II Giray). Fou posat al tron pels russos de manera provisional el 1771. Es va criar a Circàssia i després va combatre a Crimea o a fora de Crimea al servei dels otomans. No parlava ni circassià, ni tàtar, ni turc, sinó una barreja dels tres.
El març de 1772 un kuriltay general patrocinat pels russos va declarar que havent fugit Selim II Giray i no havent estat reconegut pels russos, era declarat deposat; l'assemblea també va decidir no reconèixer a Maqsud Giray, nomenat per la porta. Sahib II fou confirmat com a kan i va nomenar el seu germà Şahin Giray com a khalgay i Bahadur Giray (fill de Maqsud Giray) com a nureddin. El kanat fou declarat independent de la Porta i sota protectorat de Rússia a la que va cedir Kertx, Yenikale i Kilburn (al Dnièper). El sultà Mustafà III va intentar apartar a Sahib de l'aliança russa i progressivament va aconseguir un cert èxit. Els russos van començar a afavorir al seu germà Devlet Giray.
Als nogais de la península de Tamam el kan els va establir a altres llocs de Crimea. Els otomans volien recuperar la seva influència distribuint suborns però no van aconseguir res. Turquia i Rússia van signar finalment la pau al Tractat de Küçük Kaynarca el 21 de juliol de 1774; el tractat establia la independència de Crimea si bé el sultà, en la seva condició de califa, continuava sent el cap espiritual dels tàtars i havia de confirmar al kan. Rússia va transferir al kanat les seves conquestes a Crimea excepte Kertx, Yenikale i Kilburn. El sultà li va enviar a Sahib les insígnies de kan; el kaftan i un turbant (la tercera marca de sobirania, el sabre, no li fou enviada). El nom del sultà es va llegir a la khutba; el kadiasker de Constantinoble va conservar el seu antic dret de nomenar als jutges; les monedes de Crimea es van assimilar a les de Turquia.
Şahin Giray fou deposat com a khalgay i substituït per Bakht Giray. L'estat va esdevenir un estat titella de Rússia. Sahib tenia el suport de Turquia però els russos donaven suport encobert al seu germà Devlet Giray. Una revolta dels tàtars va fer fugir a Sahib II al començament del 1775 i en un vaixell es va dirigir a Constantinoble on va arribar dos dies després, rebent una pensió u podent escollir un feu. Els russos van posar al tron al seu candidat Devlet IV Giray.
Es va establir a Çatalca, on va viure fins a la seva mort el 1807. Fou enterrat a la mesquita de Ferhad Paixà.